# جادسون، شهرستان پارک، ایندیانا
جادسون (به انگلیسی: Judson) یک منطقهٔ مسکونی در ایالات متحده آمریکا است که در شهرستان پارک، ایندیانا واقع شده‌است. جادسون ۱۸۵ متر بالاتر از سطح دریا واقع شده‌است.